# Changement climatique au Maroc
Le changement climatique devrait avoir un impact significatif sur le Maroc dans de multiples dimensions, tout comme pour les autres pays de la région MENA (Middle East and North Africa, MOAN ou ANMO en français). En tant que pays côtier avec des climats chauds et climats arides, les effets du changement climatique sur l'environnement sont susceptibles d'être larges et variés. L'analyse de ces changements environnementaux sur l'économie du Maroc devrait créer des défis à tous les niveaux de l'économie, en particulier dans les systèmes agricoles et la pêche qui emploient la moitié de la population, et représentent 14 % du PIB. En outre, parce que 60 % de la population et la plupart de l'activité industrielle seront sur la côte, l'élévation du niveau de la mer est une menace majeure pour les forces économiques clés. Selon l'indice de performance en matière de changement climatique de 2019, le Maroc a été classé deuxième quant à la préparation derrière la Suède.

## Impacts sur l'environnement naturel

### Élévation du niveau de la mer
60 % de la population du Maroc vit sur la côte, et les inondations et l'élévation du niveau de la mer devraient avoir des effets significatifs sur ces populations. Ces effets vont surtout affecter les activités économiques, notamment le tourisme, l'agriculture et l'industrie.

### Les ressources en eau
La variabilité climatique devrait exercer un certain nombre de pressions sur les ressources en eau au Maroc. Les projections indiquent des diminutions de 10 à 20 % des précipitations à travers le pays, les plus sévères se situant dans la région saharienne d'ici 2100. En outre, le changement climatique réduira le manteau neigeux dans les montagnes de l'Atlas. Cela exerce une pression sur les ressources en eau, déjà sollicitées par d'autres sources telles que l'expansion démographique, la croissance urbaine, l'industrie et le tourisme. En outre, de nombreux aquifères côtiers seront de plus en plus sollicités en raison de la salinisation côtière.

## Impacts sur les personnes

### Économie

#### Agriculture
Le système agricole au Maroc est particulièrement vulnérable au changement climatique. La production végétale est principalement (87 %) issue de l'agriculture pluviale. une sécheresse de 2016 a entrainé une baisse de 70 % du rendement des cultures, et a ralenti l'économie.

## Atténuation et adaptation

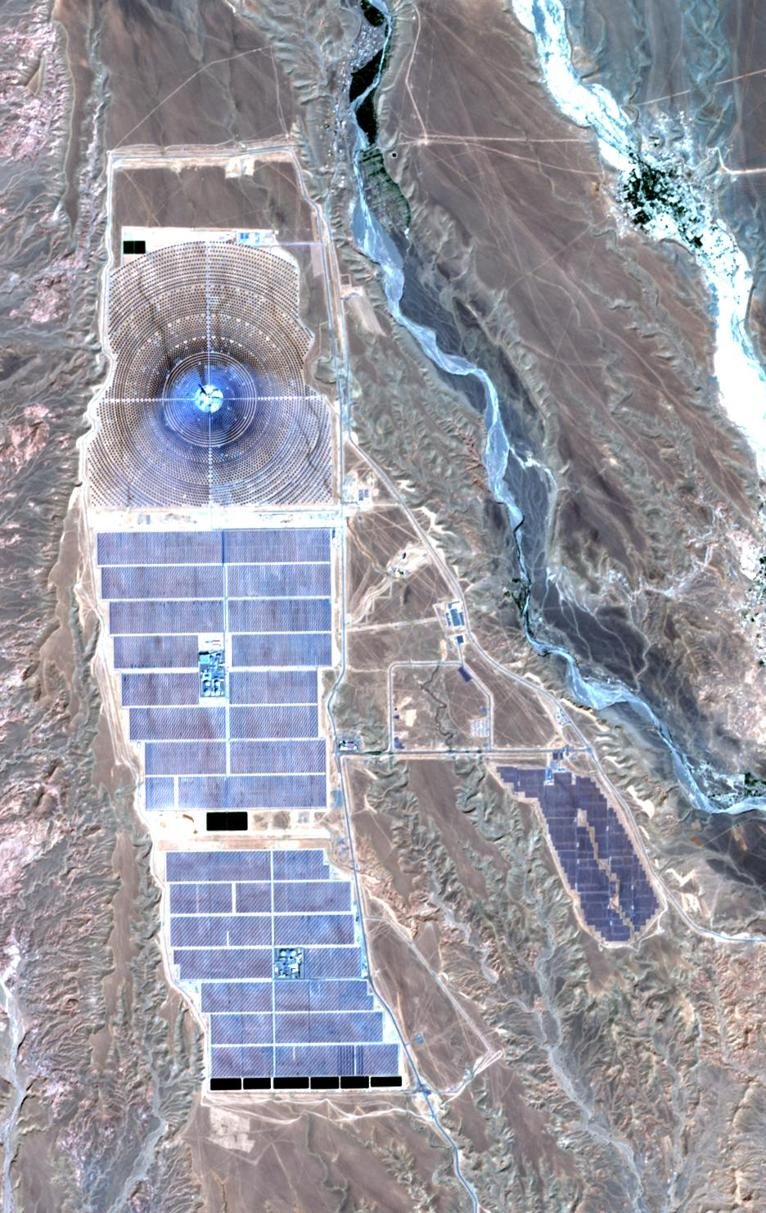
Complexe solaire Noor Ouarzazate.

### Energies renouvelables
Les énergies renouvelables au Maroc ont représenté 0,4% du bilan énergétique national (hors biomasse) et près de 10% de la  production d'électricité en 2007. Les énergies renouvelables sont soutenues par de solides sources hydroélectriques et les parcs éoliens récemment installées (147 MW installés ET 975 MW en cours de déploiement). Le Maroc prévoit une expansion de 13 milliards de dollars de la capacité de production d'énergie éolienne, solaire et hydroélectrique et des infrastructures associées, qui devrait permettre au pays de tirer 42 % de son électricité de sources renouvelables d'ici 2020. Le gouvernement marocain tient à augmenter la production d'énergie renouvelable, car la facture pétrolière du Maroc de janvier à septembre a atteint environ 1,4 milliard de dollars de subventions en 2009, enregistrant une baisse de 57,9 % par rapport à 2008.
Le Maroc s'est fixé l'objectif audacieux d'obtenir plus de la moitié de son énergie électrique à partir de sources renouvelables d'ici 2030 et prévoit d'avoir 2 000 MW de centrales éoliennes et 2 000 MW de centrales de centrales solaires d'ici 2020, en cherchant à ajouter 1,5 GW de capacité renouvelable par an. Ces objectifs, ainsi que d'autres politiques en matière de changement climatique, ont permis au Maroc d'être classé deuxième pays le plus préparé dans les indices de performance en matière de changement climatique de 2018 et 2019.

## Politique énergétique
La politique énergétique du Maroc est définie indépendamment par deux agences du gouvernement : l'office des Hydrocarbures et des Mines (ONHYM), qui définit la politique pétrolière nationale, et l'Office national de l'électricité (ONE), qui définit la politique en matière d'électricité. Les deux principales faiblesses de la politique énergétique du Maroc sont le manque de coordination entre ces deux agences et le manque de développement des sources d'énergie domestiques. Le pays possède quelques réserves d'hydrocarbures, principalement des réserves de gaz naturel qui ont été exploitées. Actuellement, la plupart de l'énergie est produite par des centrales thermiques à hydrocarbures. Cependant, la politique du gouvernement est en bonne voie pour passer à un mix renouvelable élevé de 42% d'énergies renouvelables installées d'ici 2020, et de 52% d'ici 2030. Les énergies renouvelables comprennent l'hydroélectricité, l'éolien et le solaire.

## Politiques et législation du gouvernement
Le Maroc s'est classé deuxième pour son approche de la lutte contre le changement climatique dans l'indice de performance en matière de changement climatique de 2018 et 2019,. Le gouvernement du Maroc dispose d'une stratégie de plan vert afin de faire face au changement climatique. Dans ce plan, le gouvernement s'engage à produire plus de la moitié de son énergie par des énergies renouvelables d'ici 2030, à supprimer les subventions des combustibles fossiles, à s'engager en faveur de l'emploi vert, à se concentrer sur la gestion des ressources océaniques et à préserver les aquifères.